# Wiener Zeitung
Zasugerowano, aby zintegrować ten artykuł z artykułem  Wiennerisches Diarium (dyskusja). Nie opisano powodu propozycji integracji.
Wiener Zeitung – austriacki dziennik istniejący od początku XVIII wieku. Został założony w 1703 roku przez drukarza Johanna Baptistę Schönwettera i dziennikarza Hieronymusa Gmainera jako Wiennerisches Diarium. Pierwszy numer ukazał się 8 sierpnia 1703 roku. Wiener Zeitung jest więc jedną z najstarszych dziś istniejących gazet na świecie.
Pierwszy numer miał około 1500 egzemplarzy nakładu. Dwustronicową gazetę o wymiarach 16x20 centymetrów rozprowadzono po wiedeńskich kawiarniach. Kosztowała 7 krajcarów i podawano ją z darmową kawą.
Jak wiele gazet tej epoki Wiennerisches Diarium zaczął od publikowania wiadomości lokalnych. Dodatkowo zamieszczano różne nowiny ze świata arystokracji jak narodziny i śluby. Typowo lokalne wieści ogłaszali wysłannicy rządowi i towarzyszący im werbliści.
Od roku 1780 WD został nazwany Wiener Zeitung (Gazeta Wiedeńska), a w 1812 została oficjalną gazeta rządową. W roku 1857 rząd przejął cały druk, i do roku 1997 austriacki Urząd Drukarski zajmował się jej wydawaniem. Pierwsza edycja po II wojnie światowej wyszła 21 IX 1945 roku. W roku 1855 wychodziło 4,5 tys. egzemplarzy, obecnie około 24 tys. (w niedziele 55 tys.). W roku 1998 gazetę sprywatyzowano, choć do dziś publikuje ona czasem informacje rządowe. 
Ostatni drukowany numer dziennika ukazał się 30 sierpnia 2023 roku; od tej daty jest prowadzona jako medium internetowe. 

## Redaktorzy
- 1925–1933 Rudolf Holzer[3]
- 1933–1938 Ferdinand Reiter[3]
- od października 2018 Walter Hämmerle[4].